# Месогея
Месо́гея, Месогейская равнина (греч. Μεσόγεια «средняя земля», др.-греч. Μεσόγαια ή Μεσογαία «внутренние области, глубина страны») — равнина в Греции, в восточной части Аттики, у побережья залива Петалия Эгейского моря, к юго-востоку от Афин. Длина равнины 25 километров, ширина 14 километров, высота до 228 метров над уровнем моря. Связана с Афинской равниной узким коридором между Пенделиконом и Имитосом. На юге равнину ограничивают горы Панион и Меренда, на востоке — Имитос и на севере — Пенделикон. Самая важная река на равнине — Эрасинос, которая впадает в бухту Враврона. Это самая возделываемая равнина Аттики, засаженная главным образом виноградниками и оливами, с обильным производством вина, оливкового масла, злаков и овощей. Строительство, завершенное в 2001 году, и эксплуатация Афинского международного аэропорта «Элефтериос Венизелос» в Спате способствовало росту городов и сёл, расположенных на Месогее (Пеания, Коропион, Спата, Маркопулон, Каливия-Торику, Куварас, Палини, Леондарион, Еракас), так как наряду с созданием аэропорта была построена транспортная инфраструктура, в том числе Атики-Одос. В сторону Месогеи растут Афины.
В конце VI века до н. э., в ходе реформ Клисфена (510/509 до н. э.) и образования триттий, название Месогеи получила вся внутренняя часть Аттики. В Месогее находились древние города Браврон (ныне Враврона), Галы Арафенидские (др.-греч. Ἁλαί Ἀραφηνίδες) и другие.
В честь Месогеи назван проспект Месойон и вазописец Месогеи.